# The Girlfriend Experience
The Girlfriend Experience (Brasil: Confissões de uma Garota de Programa / Portugal: Confissões de uma Namorada de Serviço) é um filme estadunidense de 2009.

## Sinopse
Ambientada pouco antes da eleição presidencial nos Estados Unidos em 2008, o filme gira em torno de Chelsea, cujo nome verdadeiro é Christine, uma prostituta de luxo de Nova Iorque.
A crise econômica de 2008 afeta a todos. Chelsea, que procura ampliar sua visibilidade pelo mundo virtual, sente o impacto que acarreta em sua clientela. Chris, seu namorado, também deseja progredir na carreira de treinador pessoal.

## Elenco
- Sasha Grey... Chelsea/Christine
- Chris Santos ... Chris
- Philip Eytan ... Philip
- Mark Jacobson ... Entrevistador
- Dan Algrant ... Dan
- David Levien ... David
- Peter Zizzo ... Zizzo
- Elon Dershowitz ... Dono da loja de jóias